# Spindalis
Spindalis là một chi chim trong họ Thraupidae.